# Yasir Abdullah
Yasir Abdullah (Miramar, Florida; 12 de abril de 2000) es un jugador profesional estadounidense de fútbol americano, se desempeña en la posición de linebacker en Jacksonville Jaguars, en la National Football League (NFL).

## Carrera
Hizo su debut profesional con el equipo Jacksonville Jaguars, lleva jugando una temporada, comenzó en el 2023.